# Dão-Lafões
El Dão-Lafões és una subregió estadística portuguesa, part de la Regió Centre i, majoritàriament, del Districte de Viseu, encara que també inclou un concelho del Districte de Guarda. Limita al nord amb Tâmega i Douro, a l'est amb Beira Interior Norte i Serra da Estrela, al sud amb Pinhal Interior Norte i Baixo Mondego i a l'oest amb Baixo Vouga i Entre Douro e Vouga. Àrea: 3483 km². Població (2001): 286 315.
Comprèn 15 concelhos:
- Aguiar da Beira
- Carregal do Sal
- Castro Daire
- Mangualde
- Mortágua
- Nelas
- Oliveira de Frades
- Penalva do Castelo
- Santa Comba Dão
- São Pedro do Sul
- Sátão
- Tondela
- Vila Nova de Paiva
- Viseu
- Vouzela